# Весола (Варшава)
Весо́ла (пол. Wesoła) — дзельница (район) города Варшавы. Приобрела этот административный статус с 27 октября 2002 года, до этого была отдельным городом. Весола расположена в юго-восточной части Варшавы.

## История
Весола получила статус города 17 декабря 1968 года. Развитие района связано с выгодным расположениям на 3 важных путях в и из города.
Первый путь, называемый Старым трактом (пол. Stary Trakt), начинается в Грохове (район в дзельнице Прага Полудне), далее идёт через Окунев, Ивано-Франковск по направлению в Украину. Возле этой дороги существовала деревни Гжибова и Воля Гжибова, район которой сейчас называется Воля Гжибовска.
Возле второго пути (Прага (Варшава) — Камион — Грохово — Миньск-Мазовецки — Тересполь — Брест) была основана деревня Милосна. В 1823 году по инициативе Станислава Сташица была построена дорога, называемая Трактом Бжески.
Третья дорога, Варшавско-Тереспольская железная дорога (Kolej Terespolska), открыта 18 сентября 1867 года. Она начинается в Варшаве и идёт в Тересполь через Седльце и Лукув.
Несмотря на рост Варшавы и присоединение новых территорий, не возникало совпадений в названиях улиц, кроме района Весола, многие названия улиц которой совпадали с варшавскими. Поэтому такие объекты, расположенные в Весоле, теперь сопровождаются пометкой 'Wesoła.

## Границы
Весола граничит с:
- районом Вавер на юге и западе.
- районом Рембертув на западе.
- пригородом Сулеювек на востоке.